# Limni Agias - Platanias - Rema kai ekvοli Keriti- kοilada Fasa
Limni Agias - Platanias - Rema kai ekvοli Keriti- kοilada Fasa este o arie protejată (arie specială de conservare — SAC, sit de importanță comunitară — SCI) din Grecia întinsă pe o suprafață de 1.269,71 ha, integral pe uscat.

## Localizare
Centrul sitului Limni Agias - Platanias - Rema kai ekvοli Keriti- kοilada Fasa este situat la coordonatele 35°25′14″N 23°54′20″E / 35.420573°N 23.905594°E.

## Înființare
Situl Limni Agias - Platanias - Rema kai ekvοli Keriti- kοilada Fasa a fost declarat sit de importanță comunitară în august 1996 pentru a proteja 1 specie de plante și 2 specii de animale. Situl a fost protejat și ca arie specială de conservare în martie 2011.

## Biodiversitate
Situată în ecoregiunea mediteraneană, aria protejată conține 10 habitate naturale: Estuare, Dune mobile cu vegetație embrionară, Râuri mediteraneene cu debit permanent și vegetație de Glaucium flavum, Râuri mediteraneene cu debit permanent cu specii de Paspalo-Agrostidion și galerii riverane de Salix și de Populus alba, Râuri mediteraneene cu debit intermitent, cu specii de Paspalo-Agrostidion, Tufișuri de Laurus nobilis, Sarcopoterium spinosum phryganas, Pajiști umede mediteraneene cu ierburi înalte de Molinio-Holoschoenion, Păduri de Platanus orientalis și Liquidambar orientalis (Platanion orientalis), Păduri de Quercus ilex și Quercus rotundifolia.
La baza desemnării sitului se află mai multe specii protejate:
- plante (1): Woodwardia radicans
- reptile (2): Mauremys rivulata, elaphe situla (Zamenis situla)

Pe lângă speciile protejate, pe teritoriul sitului au mai fost identificate 4 specii de plante, 3 specii de amfibieni, 5 specii de mamifere, 7 specii de reptile.